# Hilgenpütt
Der Hilgenpütt ist ein Waldgebiet im Ortsteil Gennebreck im Süden der nordrhein-westfälischen Stadt Sprockhövel (Ennepe-Ruhr-Kreis) an der Stadtgrenze zu Wuppertal, Ortsteil Nächstebreck.

## Lage und Beschreibung

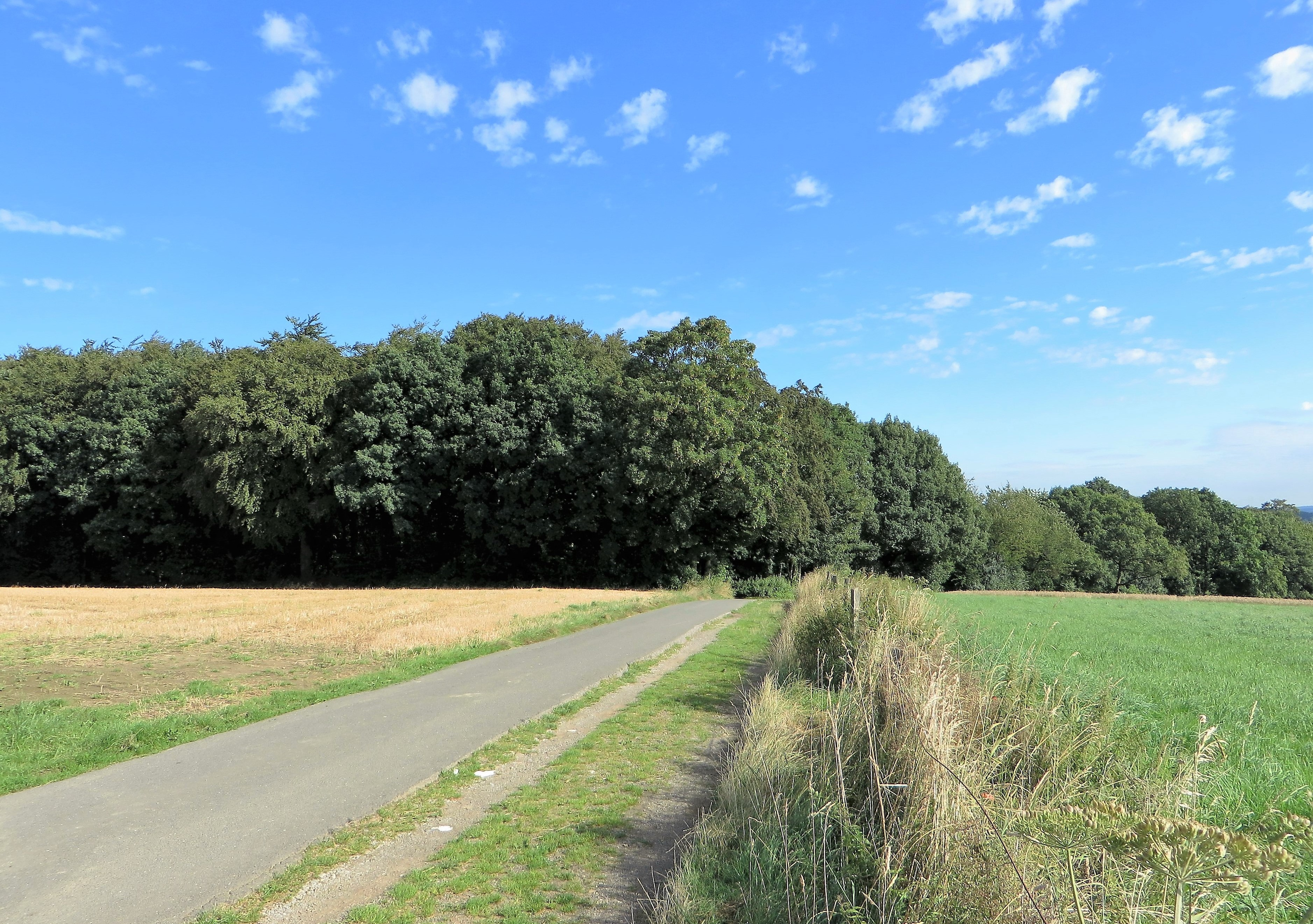
Waldgebiet Hilgenpütt

Das Waldgebiet liegt knapp nördlich der Wasserscheide der Flusssysteme der Wupper und der Ruhr. Daher entwässern die nördlich oberhalb des Waldgebietes bzw. am Waldrand entspringenden Bäche, darunter der Felderbach, sämtlich nach Norden in die Ruhr. Die Wasserscheide wird aus den Grenzsandsteinschichten des Produktiven Karbon gebildet.
Nordöstlich des Waldes schließen sich die Anlagen zweier Golfplätze (Golfclub Felderbach und Golfclub Juliana) an, nach Norden fällt das Gelände zur Herzkämper Mulde ab, in der seit dem 15. Jahrhundert die zu Tage tretenden Steinkohleflöze des Ruhrgebiets in Bergwerken abgebaut wurden.  Das Waldgebiet grenzt im Osten an die Bahnstrecke Wuppertal-Wichlinghausen–Hattingen mit dem Scheetunnel und die alte Zollortschaft Alter Schee, in der ebenfalls seit dem Spätmittelalter Kohle gefördert wurde. Das Gebiet um den Hilgenpütt herum gehört zu den frühesten Abbaustätten der Steinkohle im Ruhrgebiet.
An den Wald angrenzend befindet sich im Norden die Hofschaft Großer Siepen, die eine Anzahl kulturhistorisch bedeutsamer und daher denkmalgeschützter Gebäude aus der frühen Neuzeit besitzt. Westlich liegt das Sprockhöveler Dorf Herzkamp, in dem der südlichste Schacht des Ruhrgebietsbergbaus beheimatet war. Südlich verlaufen auf Wuppertaler Stadtgebiet die Landesstraße L432 und die Bundesautobahn 46.
Der Wuppertaler Rundweg, der Gennebrecker Rundweg sowie weitere Ortswanderwege durchqueren das Waldgebiet.

## Etymologie und Geschichte
Der Name Hilgenpütt leitet sich vermutlich von einer heiligen Quelle her. „Pütt“ (auch „Pött“) steht dabei als Eigenschaftsname für Lache, Tümpel oder Brunnen, siehe auch Pütt. Hilgen ist eine Ableitung von Heilig. 
Der Wald gehörte im Mittelalter zur Schee'er oder Einener Mark, einem Markwald der Markgenossen der umliegenden Hofschaften, die wiederum ein Allod des Propstes und ab 1390 des Abtes des Klosters Werden waren, die Allofialbesitzer des Oberhof Einern waren. Im Spätmittelalter herrschten die Grafen von der Mark, die schon zuvor das klösterliche Vogteiamt besaßen, über Schee und die umliegenden Höfe. Schee mit der Schee'er Mark wurde dem Amt Wetter zugeteilt und lag seit 1245 an der Grenze zum Herzogtum Berg. Kirchenrechtlich befand es sich im Kirchspiel Schwelm.
Nach der Eroberung der Grafschaft Mark durch Frankreich wurde der Hilgenpütt 1806 Teil des Département Ruhr im Arrondissement Hagen, Mairie Haßlinghausen. 1815 kam das französisch besetzte Gebiet zu Preußen. 
Zwei Tage vor dem Einmarsch der Amerikaner wurden in einem mittlerweile zugeschütteten Steinbruch zwei fahnenflüchtige deutsche Soldaten von der Feldgendarmerie erschossen und liegengelassen. Die Identität der Opfer dieses Endphaseverbrechens wurde nie geklärt. Überregionale Bekanntheit in der Presse erhielt das Waldgebiet durch ein weiteres Tötungsdelikt am 3. November 1983 auf dem Wanderparkplatz des Waldgebiets. Der Mord konnte erst 2008 nach 25 Jahren aufgeklärt werden.